# Ralf Möller
Ralf Rudolf Möller, również Ralph Moeller, Rolf Moeller, Rolf Muller, Rolf Müller (ur. 12 stycznia 1959 w Recklinghausen) – niemiecko-amerykański kulturysta i aktor telewizyjny i filmowy. 9 kwietnia 2014 otrzymał obywatelstwo amerykańskie.

## Życiorys

### Wczesne lata
Urodził się w Recklinghausen, w Niemczech. Jego ojciec był Amerykaninem pochodzenia niemieckiego. Pracował jako ratownik w publicznym basenie w swoim rodzinnym mieście.

### Kulturysta
Już w szkole podstawowej wyróżniał się nieprzeciętnymi warunkami fizycznymi. W wieku 15 lat zaczął uprawiać boks i pływanie. Spore sukcesy odnosił zwłaszcza w tej drugiej dyscyplinie – w ciągu siedem lat intensywnego jej uprawiania był trzykrotnie medalistą mistrzostw RFN juniorów. Gdy miał 17 lat, zainteresował się kulturystyką, dwukrotnie był mistrzem RFN juniorów (w 1978 i 1979 roku). Mając 197 cm wzrostu przy wadze 130 kg, był najwyższym zawodowym kulturystą w historii tej dyscypliny.
W 1983 zajął trzeciej miejsce na mistrzostwach świata amatorów w kulturystyce (Mr. Universe) w Singapurze, w 1985 zdobył tytuł Mr. Universe, a w 1986 był już pierwszy (w Tokio), co otworzyło mu drogę do występów pośród zawodowców. Jednocześnie, kilkakrotnie zdobywał tytuł mistrza Niemiec na zawodach krajowych. W drugiej połowie lat 80. XX w. był absolutnym nr 1 zachodnioniemieckiej kulturystyki i jednym z najlepiej zarabiających sportowców tego kraju.
Olbrzymie apanaże zapewniły mu kontrakty reklamowe, m.in. z Mercedesem, Lufthansą i Adidasem. Na arenie zawodowej kulturystyki, większych sukcesów nie odniósł – był ostatni (20.) na zawodowych mistrzostwach świata Mr. Olympia w 1988 roku i zdyskwalifikowany za używanie niedozwolonych środków dopingujących na równie prestiżowych Arnold Classic w 1990 roku. Był to jego ostatni oficjalny występ w gronie zawodowych kulturystów. Odtąd poświęcił się karierze filmowej.

### Kariera aktorska
Po raz pierwszy na srebrnym ekranie pojawił się w niemieckim serialu kryminalnym ARD Tatort (1988). W 1992 roku osiedlił się we wraz z rodziną w Los Angeles, gdzie rozpoczął karierę filmową. Jean-Claude Van Damme, aktor i producent filmowy, dostrzegł w nim doskonały „materiał” na aktora filmów akcji. Wystąpił u jego boku w dwóch filmach sci-fi: Cyborg (1989) i następnie Uniwersalny żołnierz (Universal Soldier, 1992).
Był obsadzany w drugoplanowych rolach w filmach, takich jak Najlepsi z najlepszych 2 (Best of the Best II, 1993), Gladiator (2000) czy Król Skorpion (The Scorpion King 2002). Na małym ekranie zasłynął główną rolą muskularnego Conana w serialu telewizyjnym produkcji ZDF (1997–1998).
Wystąpił jako gladiator w teledysku do utworu Bon Jovi „Say It Isn’t So” (2000) z Claudią Schiffer, Emilio Estevezem i Arnoldem Schwarzeneggerem, a także w wideoklipie do przeboju zespołu Scooter „Maria (I Like It Loud)” (2003). Współpracował też podczas nagrań płyty z niemiecką grupą techno/trance E Nomine („Schwarze Sonne” i „Der Turm”).

## Życie prywatne
W 1984 roku poznał Annette, z którą się ożenił w 1990 roku. Mają dwie córki: Laurę i Jacqueline. W 1992 roku przeniósł się wraz z żoną z Niemiec do Los Angeles. W lutym 2013 roku, po 23. latach małżeństwa, rozwiódł się z Annette. Utrzymywał znajomość z Arnoldem Schwarzeneggerem. Spotykał się z modelką Geli Kamaci (2014–2015).

## Filmografia

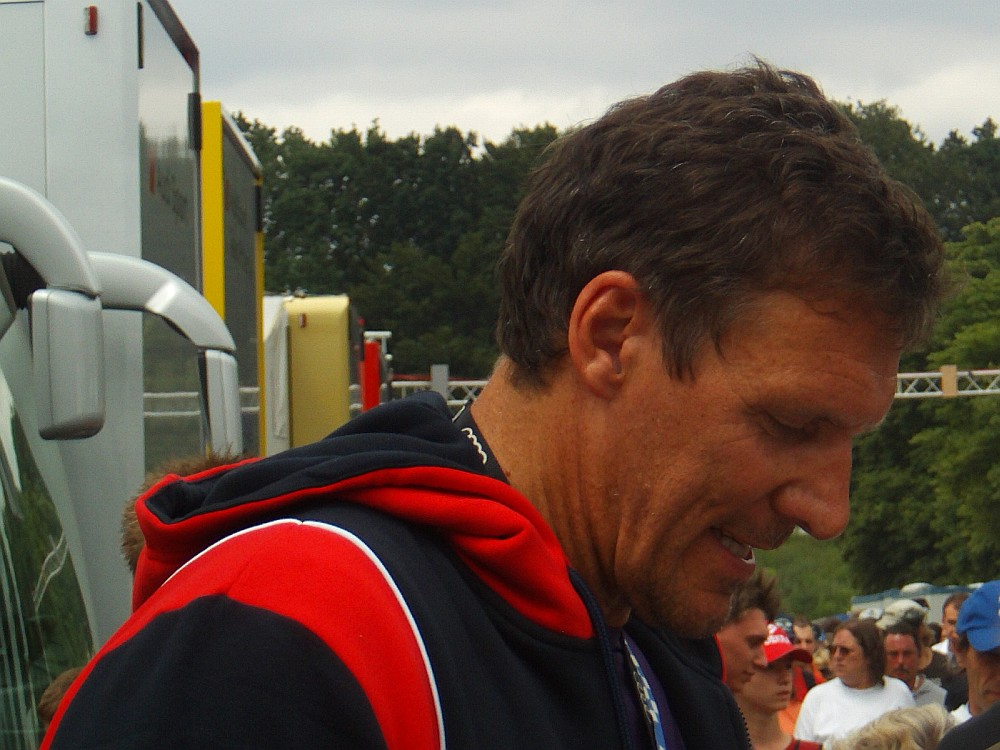
Ralf Möller w 2008.

### Filmy fabularne
- 1989: Cyborg jako Brick Bardo
- 1989: Jan Rap en z’n maat
- 1990: Occhio alla perestrojka jako Siergiej
- 1992: Uniwersalny żołnierz (Universal Soldier) jako GR74
- 1993: Najlepsi z najlepszych 2 (Best of the Best II) jako Brakus
- 1994: Der Unbekannte Deserteur jako żołnierz
- 1995: Saga Wikingów (The Viking sagas) jako Kjartan
- 1997: Batman i Robin (Batman & Robin) jako strażnik w szpitalu psychiatrycznym Arkham
- 1998: Doborowa kompania (The Bad Pack) jako Kurt Mayer
- 2000: Gladiator jako Hagen
- 2000: German Hollywood Dreams
- 2001: Mój przyjaciel Ozzie (Ozzie) jako Tank Emerson
- 2002: Król Skorpion (The Scorpion King) jako Thorak
- 2003: Rajski wirus (The Paradise Virus) jako Joseph
- 2004: El Padrino jako agent specjalny Kurt Meyers
- 2005: My Suicidal Sweetheart jako Bruno
- 2006: Beerfest jako Hammacher
- 2007: Tropiciel (Pathfinder) jako Ulfar
- 2007: Postal jako oficer John
- 2007: Seed jako Warden Wright
- 2008: CarPirates jako Mauro Lupo
- 2008: Far Cry jako Max
- 2008: Czas komety (Koha e Kometës) jako Freiherr von Keittel
- 2010: Tales of an Ancient Empire jako generał Hafez
- 2010: Turysta jako recydywista Lunt
- 2014: Sabotaż (Sabotage)
- 2014: Love, Hate & Security jako Tony
- 2016: Tschiller: Off Duty jako Aktalay V.I.P.

### Filmy TV
- 1998: Conan jako Conan
- 2000: Der Superbulle und die Halbstarken jako Mark Kerner
- 2003: Gladiatorzy (Held der Gladiatoren) jako Ferox
- 2004: El Padrino jako agent specjalny Kurt Meyers
- 2004: Zabójca z głębin (Hai-Alarm auf Mallorca) jako Sven Hansen
- 2004: Klątwa pierścienia (Ring of the Nibelungs) jako król Thorkilt

### Seriale TV
- 1985: Blam!
- 1988: Tatort (Miejsce zbrodni)
- 1997–1998: Conan jako Conan
- 1998: Klaun (Der Clown) jako policjant autostradowy
- 2001: Andromeda jako Jeger
- 2001: Sommer und Bolten: Gute Ärzte, keine Engel jako Martin Ranklebe
- 2001: Królowa miecza (Queen of Swords) jako Roman Petrov
- 2001: Łowcy skarbów (Relic Hunter) jako Frank Kafka
- 2002: Pokolenie mutantów (Mutant X) jako porucznik Bo Longstreet
- 2012: Kobra – oddział specjalny – odc. Anioły śmierci (Engel des Todes) jako Andri Vladic